# Netelia aequora
Netelia aequora là một loài tò vò trong họ Ichneumonidae.